# 472 av. J.-C.
Cette page concerne l'année 472 av. J.-C. du calendrier julien proleptique.

## Événements
- Fin mars, Grandes Dionysies : dans sa tragédie Les Perses, la première conservée, Eschyle présente au public athénien la bataille de Salamine vue du côté perse[1].
- 10 août : début à Rome du consulat de Lucius Pinarius Mamercinus Rufus et Publius Furius Medullinus Fusus[2].
- Démocratie en Élide à la suite d'une révolution, inspirée du système clisthénien[3].